# Hodge (gatto)

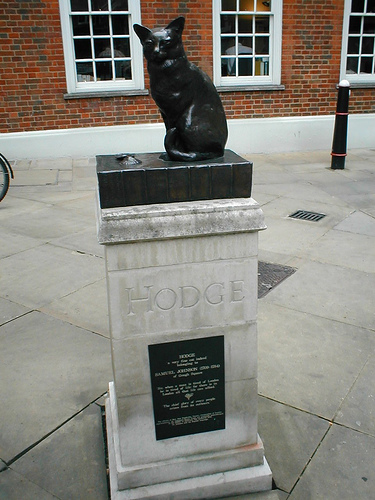
Statua di Hodge (con immancabile ostrica) nel cortile antistante la casa del Dr Johnson, 17 Gough Square, Londra.

Hodge era uno dei gatti di Samuel Johnson, immortalato in uno stravagante brano della Life of Johnson di James Boswell. Sebbene ci sia noto ben poco di Hodge, come la sua vita, la sua morte o qualsiasi altra informazione, ci è invece ben noto l'affetto di Johnson per il suo gatto, atteggiamento che lo distingueva da quello tenuto verso gli animali dalla gente del XVIII secolo.

## Vita
La maggior parte delle informazioni su Hodge ci provengono dalla narrazione di Boswell. Dal brano di seguito riportato si evince l'affezione che Johnson riservava agli animali in genere, o, almeno, a quelli che teneva in casa:
Non sarebbe giusto, a questo punto, passare sotto silenzio la predilezione che egli ha mostrato per gli animali che aveva preso sotto la sua protezione. Io non dimenticherò mai l'indulgenza con cui trattava Hodge, il suo gatto: per il quale egli stesso andava a comprare le ostriche, per timore che il personale di servizio seccato per quell'incombenza se la prendesse poi con quella povera bestiola. Io sono, purtroppo, uno di quelli che non hanno in simpatia i gatti, così che mi trovo a disagio quando in una camera c'è un gatto; ed io stesso ho spesso sofferto molto per la presenza dello stesso Hodge. Io lo ricordo un giorno che si arrampicava sul petto del Dr. Johnson, a quanto sembrava con grande soddisfazione, mentre il mio amico sorridente gli strofinava la schiena e lo tirava per la coda; quando feci notare che era un bel gatto, Johnson rispose, 'Certo è vero, ma io ho avuto gatti che mi piacevano più di questo;' e poi quasi accorgendosi che Hodge non era soddisfatto, aggiunse, 'ma questo è un gatto molto bello, davvero molto bello.'

Questo mi ricorda quel ridicolo racconto che egli narrò a Bennet Langton, riguardante la spregevole condizione di un giovane di buona famiglia. 'Quando ho sentito parlare di lui recentemente, mi hanno detto che andava in giro per la città sparando ai gatti.' Quindi in una sorta di benevola fantasticheria, si ricordò del suo gatto preferito e disse, 'Ma Hodge non sarà ucciso; no, no, Hodge non deve morire.'
Johnson era solito comprare ostriche per sfamare il suo gatto. Oggigiorno, le ostriche sono un alimento costoso riservato a pochi, ma nel XVIII secolo abbondavano lungo le coste dell'Inghilterra ed erano così a buon mercato da essere un alimento ordinario per i poveri. Johnson quindi andava di persona a comprare il cibo per Hodge e non voleva che a farlo fosse Francis Barber, il suo cameriere, perché temeva che questi, seccato per una tale incombenza, potesse prendersela con il gatto.
Da Boswell sappiamo che Johnson andò ad acquistare della valeriana per alleviare le sofferenze di Hodge in procinto di morire.
Anche se Hodge non era l'unico gatto di casa, era comunque il preferito. L'animale è stato ricordato in varie forme letterarie, da quella biografica a quella poetica. Alla sua morte, il necrologio era una elegia scritta da Percival Stockdale. In questa poesia le parole "sable fur" ci dicono che Hodge era di pelo nero; inoltre, il fatto che Stockdale fosse un vicino di Johnson solo a partire dal 1769 suggerisce che Hodge era vivo a quel tempo.
 ...[Hodge] che, quando veniva accarezzato dal suo padrone, calorosamente esprimeva la sua gratitudine, e mai mancava di ringraziare facendo le fusa, ogni volta che veniva accarezzata la sua nera pelliccia. 
L'animale immaginario è ricordato da una statua in bronzo, inaugurata dal Sindaco della Città di Londra nel 1997, collocata davanti alla casa di Johnson in Gough Square, Londra. La statua lo mostra accovacciato su un grosso volume, il famoso Dizionario di Johnson, e con un paio di gusci di ostrica, con un'iscrizione recita "un gatto davvero bellissimo".